# Gäddsjön (Laxå socken, Närke, 652927-142948)
Gäddsjön är en sjö i Laxå kommun i Närke och ingår i Norrströms huvudavrinningsområde. Gäddsjön ligger i Kojemossen Natura 2000-område. Sjöns area är 0,03 kvadratkilometer och den är belägen 138 meter över havet.